# Cornish pasty

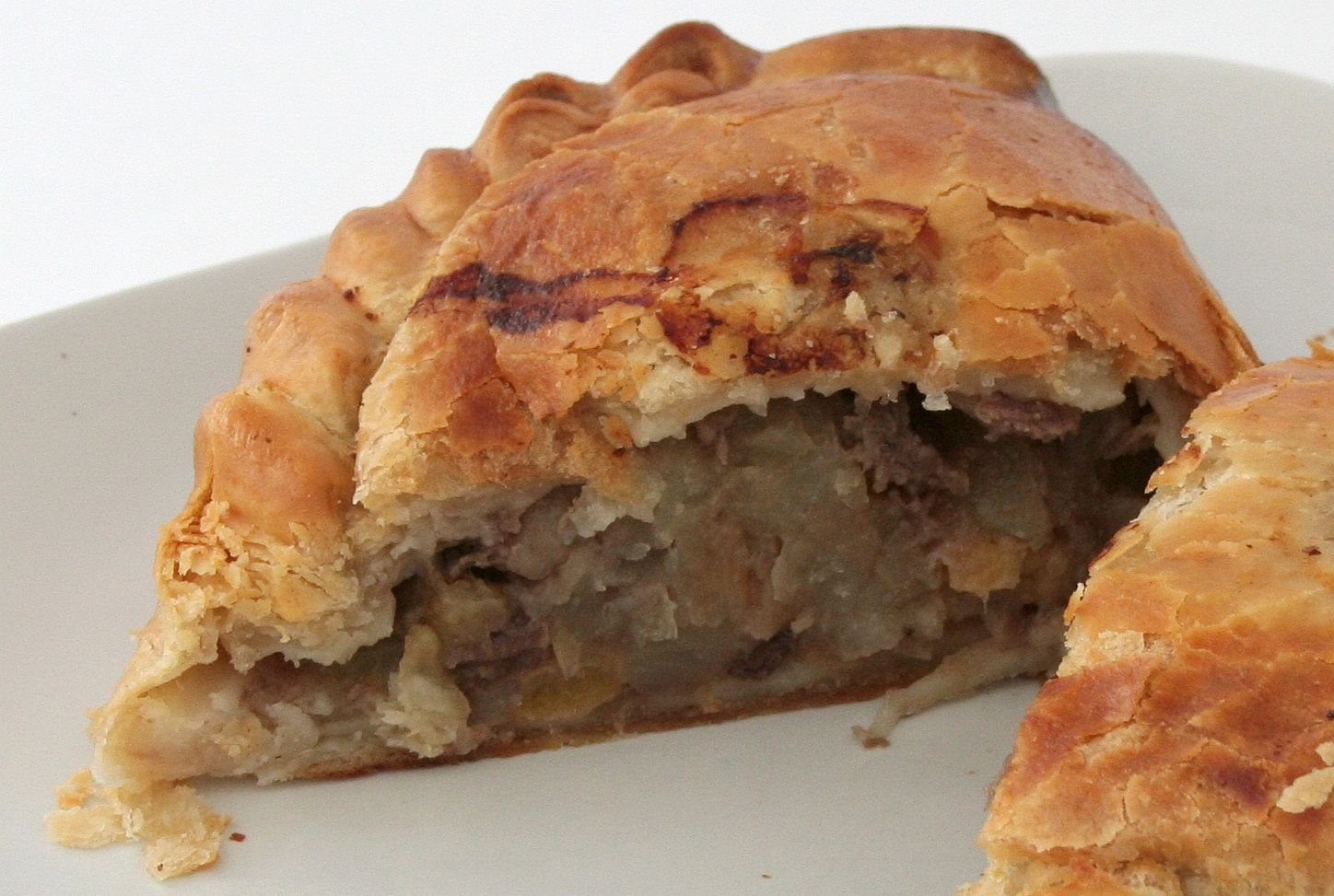
Pieróg kornwalijski w przekroju

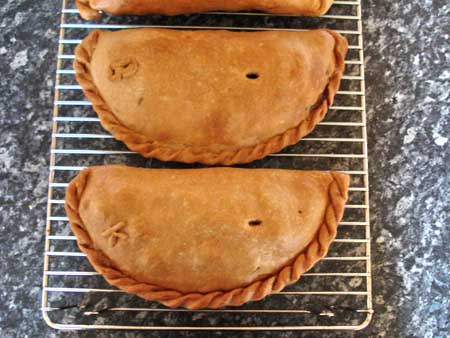
Domowe Cornish pasty

Cornish pasty (pieróg kornwalijski, korn. tidy oggy) – pieróg pieczony, składający się z ciasta z mąki pszennej lub pszenno-żytniej i nadzienia – ziemniaków, wołowiny i warzyw: marchwi, pasternaku i brukwi. Na szeroką skalę (w tym na eksport) produkuje go firma Ginsters. Z reguły jadany jako samodzielny posiłek, głównie drugie śniadanie lub lunch. W Kornwalii sprzedawany w ośrodkach nadmorskich – St Ives, Penzance, Looe itp. – jako atrakcja turystyczna i przysmak regionalny.

## Historia
Historia pierogów kornwalijskich sięga osiemnastego wieku, kiedy Kornwalia słynęła z wydobycia cyny. Kornwalijskie żony przyrządzały swym mężom posiłek zapiekając go w chlebowe ciasto, i zawijając w kształt pieroga i ozdabiając inicjałami. Nie znaczy to, że wrzucano do środka wszystko – w środku panuje specyficzny porządek. Ziemniaki na boku, później warzywa – marchew, brukiew, a w środku kawał wołowiny. Podczas lunchu górnicy podgrzewali przysmak w piecach a następnie zjadali tylko środek, niedotknięty ręką (istotne o tyle, że w złożach cyny występują również związki arsenu). Resztę wyrzucano.

## Odmiany
Występują również liczne odmiany i warianty potrawy – z farszem mielonym, owocowo-mięsnym (np. jabłkowo-wieprzowym) itp.